# クラレンス・カーター
クラレンス・カーター（Clarence Carter、1936年1月14日 - ）は、アメリカ合衆国のソウル歌手、シンガーソングライター、ギタリスト。アフリカ系アメリカ人である。「パッチズ」（1970年）などアラバマ州マッスルショールズのフェイム・スタジオで録音した一連のヒット曲で知られる。

## 来歴
アラバマ州モンゴメリー出身。生まれながらにして盲目であった。同州タラデガ市にある盲学校（当時の校名は「Alabama School for the Blind」）に通い、1960年8月にアラバマ州立大学を卒業、音楽の学位をとった。
1961年、友人のカルヴィン・スコットとグループ「Calvin and Clarence」を結成。同年6月にデビュー・シングル「I Wanna Dance (But I Don't Know How)」を発表した。その後レコード会社を移り、「The C & C Boys」と名前を変えて活動を続けるもヒットには恵まれなかった。1965年、アトランティック・レコード傘下のレーベル、アトコ・レコードから「Clarence & Calvin」名義でシングル「Step By Step」を発表するがこれもチャート入りを逃した。
1966年から2人はアラバマ州バーミングハムのクラブで主に活動を行った。しかしスコットが自動車事故を起こし、その怪我が重かったことからグループは解消を余儀なくされた。同年11月、リック・ホールのフェイム・レコードから「I Stayed Away Too Long / Tell Daddy」を発表しソロ・デビューを果たした。なおこの頃、カーターが作詞作曲した「Tell Mama」がエタ・ジェイムスに提供され、ジェイムスが1967年に発表した同曲はビルボード・Hot 100で23位、R&Bチャートで10位を記録し大きな成功を収めた。カーターのソロ・デビュー・シングルのB面の「Tell Daddy」は「Tell Mama」と対になる曲で、こちらもR&Bチャートで35位を記録した。
1967年の終わりにアトランティック・レコードに移籍。以後1973年までリック・ホールのプロデュースの下、マッスルショールズのフェイム・スタジオで作品の録音は行われた。1968年4月、マーカス・ダニエルとウィルバー・テレルとウィリアム・アームストロングの3人が書いた「Slip Away」を発表。ビルボード・Hot 100で6位、R&Bチャートで3位を記録した。
1970年7月、デトロイトの4人組のグループ、チェアマン・オブ・ザ・ボードの「パッチズ」をカバー。カーターにとって最大のヒット曲となり、1971年の第13回グラミー賞の最優秀R&B楽曲賞を受賞した。
1970年にキャンディ・ステイトンと結婚。息子を一人もうけたのち、1973年に離婚した。
その他、著名な作品として、「バック・ドア・サンタ」、「アイ・キャント・リーヴ・ユア・ラヴ・アローン」（R&Bチャート6位）、「Too Weak To Fight」（同3位）、「The Feeling Is Right」（同9位）などがある。

## ディスコグラフィ

### アルバム
- 『ディス・イズ・クラレンス・カーター』 - This is Clarence Carter (1968年)
- 『テスティファイン』 - Testifyin'  (1969年)
- 『ザ・ダイナミック・クラレンス・カーター』 - The Dynamic Clarence Carter (1969年)
- 『パッチズ』 - Patches (1970年)
- That's What Your Love Means to Me (1971年)
- Sixty Minutes (1973年)
- Real (1974年)
- 『ロンリネス&テンプテイション』 - Loneliness & Temptation (1975年)
- 『ハート・フル・オブ・ソング』 - Heart Full of Song (1976年)
- I Got Caught Making Love (1977年)
- Let's Burn (1980年)
- Mr. Clarence Carter in Person (1981年)
- Love Me with a Feeling (1982年)
- Patches (1982年)
- Singing for My Supper (1984年)
- 『心乱れて』 - Messin' with My Mind (1985年)
- 『DR. C.C.』 - Dr. C.C. (1986年)
- 『フックト・オン・ラヴ』 - Hooked on Love (1987年)
- Touch of Blues (1989年)
- 『ロック・アンド・ハード・プレイス』 - Between a Rock and a Hard Place (1990年)
- Dr. CC's Greatest Prescriptions: The Best Of (1991年)
- 『R&R帝国』 - Have You Met Clarence Carter...Yet? (1992年)
- Live with the Dr. (1994年)
- Together Again (1995年)
- I Couldn't Refuse (1995年)
- Carter's Corner (1996年)
- Too Weak to Fight (1997年)
- Bring it to Me (1999年)
- Live in Johannesburg (2001年)
- All Y'all Feeling Alright (2003年)
- One More Hit (2005年)
- Messin' with My Mind (2007年)
- The Final Stroke (2007年)
- I'm Easy (2007年) ※コンピレーション
- On Your Feet (2009年)
- A Christmas Party (2010年)
- Sing Along with Clarence Carter (2011年)
- Dance to the Blues (2015年)
- Mr. Old School (2020年)